# 高圧縮ファイル爆弾
高圧縮ファイル爆弾（こうあっしゅくファイルばくだん）とは、それを読み込んだプログラムやシステムをクラッシュさせる、あるいは負荷により使用不能とするために作られた悪意のある圧縮ファイルである。なお、「高圧縮ファイル爆弾」という用語はウイルス対策ソフトの1つである avast! antivirus の日本語版で使われているもので、英語では "Zip Bomb" （ZIP爆弾） "Decompression bomb" （データ展開爆弾、データ解凍爆弾） "Zip of Death" （死のZIP）などと呼ばれている。
これらのファイルはウイルス対策ソフトを無効化するためにしばしば利用され、これにより多くの伝統的コンピュータウイルスを送り込むことに使われていた。これらのファイルはプログラムの通常の動作を乗っ取ることはない。しかし、プログラムが設計どおりに、巧妙に圧縮されたそのファイルを展開（例えば、ウイルス対策ソフトがウイルスを検査するため）しようとすると、異常なほどの時間とディスクスペース、メモリを消費することになる。
これらのファイル自体は、疑いを持たれずに簡単に送信されるよう、一般に小さなサイズ（多くは最大でも数百キロバイト）である。しかし、そのファイルが展開されると、展開された内容はシステムが到底扱えないようなサイズとなってしまう。
今日では、ほとんどのウイルス対策ソフトはこの種のファイルを高圧縮ファイル爆弾であると認識でき、展開しないようになっている。
高圧縮ファイル爆弾の1つの例が、「45.1.zip」と呼ばれる45.1キロバイトの圧縮ファイルである。このファイルは、内部が9層の圧縮ZIPファイルの入れ子構造になっており、それぞれの層が1.3ギガバイトのファイルを圧縮して含んでいるため、すべて解凍すると1.3エクサバイトの非圧縮ファイルが出現することとなる。